# Nina Klenovska
Nina Klenovska nata Kadeva (cirillico Нина Кленовска (Кадева); Bansko, 7 maggio 1980) è un'ex biatleta bulgara.

## Biografia
In Coppa del Mondo esordì il 30 novembre 2000 a Hochfilzen/Anterselva (84ª) e ottenne l'unico podio l'11 dicembre 2002 a Pokljuka/Östersund (3ª).
In carriera prese parte a due edizioni dei Giochi olimpici invernali, Torino 2006 (54ª nell'individuale) e Vancouver 2010 (62ª nella sprint, 48ª nell'individuale), e a sette dei Campionati mondiali (7ª nella staffetta a Chanty-Mansijsk 2003 il miglior piazzamento).

## Palmarès

### Mondiali juniores
- 1 medaglia:
  - 1 bronzo (inseguimento a Hochfilzen 2000)

#### Coppa del Mondo
- Miglior piazzamento in classifica generale: 64ª nel 2003
- 1 podio (a squadre):
  - 1 terzo posto